# ユピク
ユピック (Yupik, Yup'ik) は、アラスカ州西南部のベーリング海沿岸地域や、ベーリング海を挟んだロシア極東最東部のチュクチ自治管区にかけて住む先住民族である。なお、言語学者の宮岡伯人は、「ユッピック」と表記している。

## 概説
エスキモーに属し、アラスカ州南東部やアメリカ合衆国本土などの先住民であるインディアンとは、共にモンゴロイドではあるがそれ以上の共通点はない。
エスキモーを大きく分けた2つの民族のうちのひとつで、もうひとつはイヌイットである。ただし、系統的にはイヌイットはユピックの一グループに由来するとの説もある。ユピックもイヌイットも、彼ら自身の言葉で「人間」という意味である。ロシアでは唯一のエスキモー系民族だが、アラスカでは北部にはイヌイットに属するイヌピアット (Inupiat) が住む。アリューシャン列島にはエスキモーに近くエスキモーに含められることもあるアレウトが住む。
ユピックは、より細かくは、
- 中央ユピック（セントラルユピック、中央アラスカユピック） - アラスカ
- ユイット（シベリアユピック、シベリアエスキモー） - ロシアおよびセントローレンス島
- アルティーク（パシフィックユピック、太平洋ユピック） - アラスカ半島・太平洋沿岸

に分かれる。なお、中央ユピックのうち、ヌニヴァク島に住む者はCup'ig (複数形 Cup'it)、チェヴァクに住む者はチュピック Cup'ik (複数形 Cup'it) と自称する。
伝統的には、漁業や狩猟で生計を立てており、サケやアザラシを獲る。春夏は家族ごとにキャンプに住み、秋冬は集落に集まる。

## 料理
ユピックの伝統料理に、テパと呼ばれるサケの頭と内臓を合わせて発酵させた食品がある。2013年、イギリスのデイリー・メールが選ぶ「死ぬまでに食べてみたい奇妙な食べ物20種類」のひとつに取り上げられた。